# میخائیل تیورین
میخائیل تیورین (به انگلیسی: Mikhail Tyurin) فضانورد اهل روسیه است که در ۲ مارس ۱۹۶۰ در کولومنا زاده شد. وی در مأموریت اس‌تی‌اس-۱۰۵، اکسپدییشن ۳، اس‌تی‌اس-۱۰۸، سایوز تی‌ام‌ای-۹، اکسپدییشن ۱۴ حضور داشته است.